# Long John Baldry

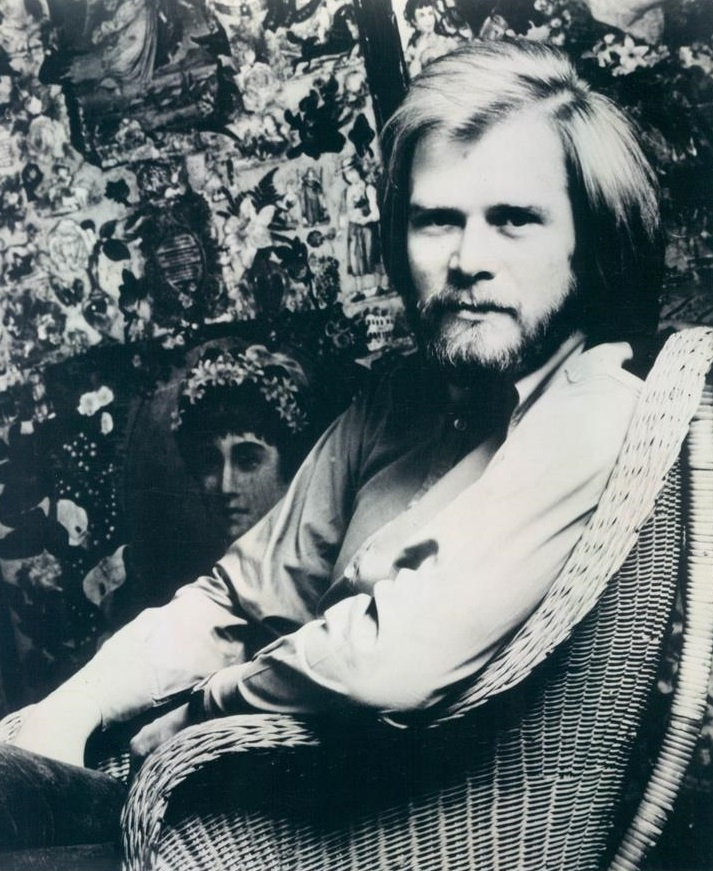
Long John Baldry (1972)

Long John Baldry (* 12. Januar 1941 in East Haddon, Northamptonshire, England als John William Baldry; † 21. Juli 2005 in Vancouver) war ein britischer Sänger und Bluesmusiker, der später die kanadische Staatsbürgerschaft annahm. Wegen seiner Größe von über zwei Metern wurde er „Long“ John genannt. John Baldry galt als einer der Väter der britischen Bluesbewegung, die in den 1950ern begann.

## Leben
Baldry erlernte den Beruf eines Werbegraphikers.
Am 21. Juli 2005 starb er im Vancouver General Hospital an den Folgen einer schweren Lungeninfektion.

## Karriere
Schon früh entdeckte Baldry seine Liebe zu Blues- und Folkmusik. Ende der 1950er lernte er Alexis Korner kennen. 1961 wurde er Sänger in dessen Band Blues Incorporated, die 1962 R&B from the Marquee, das erste britische Bluesalbum, herausbrachte.
Nach einem längeren Aufenthalt in Deutschland wurde John Baldry Mitglied der Cyril Davies’ All Stars. Als Cyril Davis 1964 starb, führte Baldry die Band unter dem Namen Hoochie Coochie Men weiter. Ein weiteres Mitglied der Hoochie Coochie Men war Rod Stewart.
Baldry und Stewart gründeten 1965 die Band Steampacket, zu der auch Brian Auger und Julie Driscoll gehörten. Baldrys nächstes Projekt war 1966 die Band Bluesology, in der ein gewisser Reginald Dwight als Pianist seine Karriere begann, der sich später Baldry und Elton Dean zu Ehren Elton John nannte.
Im Intro des ersten Live-Albums der Rolling Stones (Got Live If You Want It, 1966) stellte Long John Baldry, der mit den Rolling Stones befreundet war, die Band vor.
1968 löste sich Baldry vom Blues und begann als Entertainer in Clubs zu tingeln. Mit Let the Heartaches Begin hatte er einen Hit in England. In den Vereinigten Staaten war es seine erste Single, die sich in den Billboard-Charts platzieren konnte, allerdings nur auf Platz 88. Mit dem Titel Mexico gelang ihm 1968 sein zweiter und letzter Top-20-Erfolg.
1971 kehrte er zum Blues zurück, konnte aber nicht an die früheren Erfolge anknüpfen. Mit dem Album It Ain't Easy wurde erstmals ein Album von Baldry in den USA veröffentlicht. Mit dem von Rod Stewart produzierten Titel Don't Try To Lay No Boogie-Woogie On The King Of Rock And Roll konnte Baldry bis Platz 73 der Singles-Charts vordringen. In der Folgezeit wurden mehrere Alben Baldrys in den USA bei mehreren Plattenfirmen veröffentlicht. Die Alben It Ain't Easy (1971) und Everything Stops For Tea (1972) konnten sich in den US-Album-Charts platzieren. 1976 musste Baldry für einige Monate in eine Nervenheilanstalt.
Ende der 1970er hatte er wieder kleinere Hits. Einen letzten, eher bescheidenen Erfolg hatte er 1979 in den USA mit seinem Duett mit Kathi MacDonald und der Coverversion des Hits der Righteous Brothers You've Lost That Lovin' Feeling Baldry siedelte nach Kanada über. In den 1990ern veröffentlichte er einige Alben und war auch nach der Jahrtausendwende noch musikalisch aktiv.

## Diskografie
- 1964: Long John’s Blues
- 1966: Looking At Long John
- 1968: Let The Heartaches Begin
- 1968: Let There Be Long John
- 1969: Wait For Me
- 1971: It Ain’t Easy
- 1972: Everything Stops For Tea
- 1974: Heartaches (Golden Hour)
- 1976: Welcome to Club Casablanca
- 1979: Baldry’s Out
- 1986: Silent Treatment
- 1988: Let The Heartaches Begin
- 1990: Beat Goes On
- 1991: It Still Ain't Easy
- 1993: On Stage Tonight
- 1995: A Thrill’s A Thrill: The Canadian Years
- 1996: Rock With The Best (aufgenommen 1982)
- 1997: Right To Sing The Blues
- 2000: Long John Baldry Trio – Live
- 2002: Remembering Leadbelly
- 2014: The Best Of The Stony Plain Years

## Auszeichnungen für Musikverkäufe
| Goldene Schallplatte - Kanada - 1976: für das Album It Ain’t Easy - 1979: für das Album Baldry’s Out |

| Land/RegionAuszeichnungen für Musikverkäufe (Land/Region, Auszeichnungen, Verkäufe, Quellen) | Gold     | Platin | Verkäufe | Quellen         |
| -------------------------------------------------------------------------------------------- | -------- | ------ | -------- | --------------- |
| Kanada (MC)                                                                                  | 2× Gold2 | —      | 100.000  | musiccanada.com |
| Insgesamt                                                                                    | 2× Gold2 | —      |          |                 |